# Pitch Black
Pitch Black (även känd som The Chronicles of Riddick: Pitch Black) är en australisk science fiction-film från 2000. Filmen handlar om en grupp resenärer som kraschlandar på en främmande planet.

## Handling
Transportrymdskeppet Hunter-Gratzner är på väg till New Mekka med en blandad last bestående av bland annat troende muslimer med Abu "Imam" al-Walid (Keith David) i spetsen, prisjägaren William Johns (Cole Hauser) och den farlige förbrytaren Richard Riddick (Vin Diesel).
Plötsligt flyger skeppet genom en kometsvärm och träffas av småsten. Kaptenen dör och andrekaptenen Carolyn Fry (Radha Mitchell) tar över. Skeppet kraschlandar på en främmande planet som badas i ljuset av flera solar. Den unge fripassageraren "Jack" (Rhianna Griffith) upptäcks. Riddick flyr, för att därpå infångas av prisjägaren.
En grotta undersöks och man finner blodtörstiga monster som verkar vara känsliga mot solljus. När en gruvkoloni upptäcks, finner Fry en rörlig modell av det solsystem de landat i. Efter att ha undersökt modellen, står det klart att planeten befinner sig i ständigt solljus, men även att den förmörkas vart 22:a år. De listar ut att de precis är på väg in i en period av total solförmörkelse. Det står klart för gruppen att de måste förbereda sig på en kamp mot monster som har både välutvecklad mörkersyn och en snabbt tilltagande hunger.

## Om filmen
Filmen fick två uppföljare i och med Chronicles of Riddick (2004) och Riddick (2013), som handlar om huvudpersonen Riddicks vidare äventyr.

## Rollista (i urval)
| Richard B. Riddick         | – Vin Diesel        |
| Carolyn Fry                | – Radha Mitchell    |
| Abu "Imam" al-Walid        | – Keith David       |
| Paris Ogilvie              | – Lewis Fitz-Gerald |
| Sharon "Shazza" Montgomery | – Claudia Black     |